# Kerry Dixon
Kerry Dixon (ur. 24 lipca 1961 w Luton) – były angielski piłkarz grający niegdyś na pozycji napastnika.

## Kariera piłkarska

### Kariera klubowa
Dixon swoją piłkarską karierę rozpoczynał w juniorach Tottenhamu. W 1979 roku trafił do Dunstable, zaś latem 1980 do Reading FC. W tej drużynie występował przez trzy lata, po czym za 175 tysięcy funtów przeniósł się do Chelsea. W swoim debiucie w The Blues Dixon strzelił dwa gole w spotkaniu z Derby County. Pierwszy sezon występów w nowej drużynie zakończył z 28 trafieniami w 42 ligowych meczach. W kolejnych rozgrywkach zawodnik również był jedną z najważniejszych postaci w swoim zespole. W następnych sezonach Dixon również grał w podstawowym składzie, jednak do siatki rywali trafiał coraz rzadziej. W 1986 i 1990 roku wygrał wraz z kolegami z drużyny Full Members Cup. Chelsea opuścił w 1992 roku. Łącznie w The Blues rozegrał 421 meczów w których strzelił 193 gole i z tym wynikiem zajmuje trzecie miejsce na liście najskuteczniejszych zawodników londyńskiej ekipy. Dixon kontynuował później swoją karierę w Southampton, Luton Town, Milwall FC, Watford FC oraz Doncaster Rovers.
| Sezon   | Klub             | Kraj   | Rozgrywki      | Mecze | Bramki |
| ------- | ---------------- | ------ | -------------- | ----- | ------ |
| 1980/81 | Reading          | Anglia | Division Three | 39    | 13     |
| 1981/82 | Reading          | Anglia | Division Three | 42    | 12     |
| 1982/83 | Reading          | Anglia | Division Three | 35    | 26     |
| 1983/84 | Chelsea          | Anglia | Division Two   | 42    | 28     |
| 1984/85 | Chelsea          | Anglia | Division One   | 41    | 24     |
| 1985/86 | Chelsea          | Anglia | Division One   | 38    | 14     |
| 1986/87 | Chelsea          | Anglia | Division One   | 36    | 10     |
| 1987/88 | Chelsea          | Anglia | Division One   | 33    | 11     |
| 1988/89 | Chelsea          | Anglia | Division Two   | 39    | 25     |
| 1989/90 | Chelsea          | Anglia | Division One   | 38    | 20     |
| 1990/91 | Chelsea          | Anglia | Division One   | 33    | 10     |
| 1991/92 | Chelsea          | Anglia | Division One   | 35    | 5      |
| 1992/93 | Southampton      | Anglia | Premier League | 9     | 2      |
| 1992/93 | Luton Town       | Anglia | Division One   | 17    | 3      |
| 1993/94 | Luton Town       | Anglia | Division One   | 29    | 9      |
| 1994/95 | Luton Town       | Anglia | Division One   | 29    | 7      |
| 1994/95 | Milwall          | Anglia | Division One   | 9     | 4      |
| 1995/96 | Milwall          | Anglia | Division One   | 22    | 5      |
| 1995/96 | Watford          | Anglia | Division One   | 11    | 0      |
| 1996/97 | Doncaster Rovers | Anglia | Division Three | 16    | 3      |

### Kariera reprezentacyjna
Dixon w reprezentacji Anglii grał w latach 1985–1986. Wystąpił z nią na Mundialu rozegranym w Meksyku, w którym Anglicy dotarli do ćwierćfinału. Łącznie w barwach narodowych rozegrał osiem meczów, w których zdobył cztery gole.

## Kariera trenerska
W 1996 roku Dixon objął posadę grającego trenera w Doncaster Rovers. Drużynę opuścił dwanaście miesięcy później.